# Myrsine oblanceolata
Myrsine oblanceolata är en viveväxtart. Myrsine oblanceolata ingår i släktet Myrsine och familjen viveväxter.

## Underarter
Arten delas in i följande underarter:
- M. o. doensis
- M. o. oblanceolata